# Білогорськ

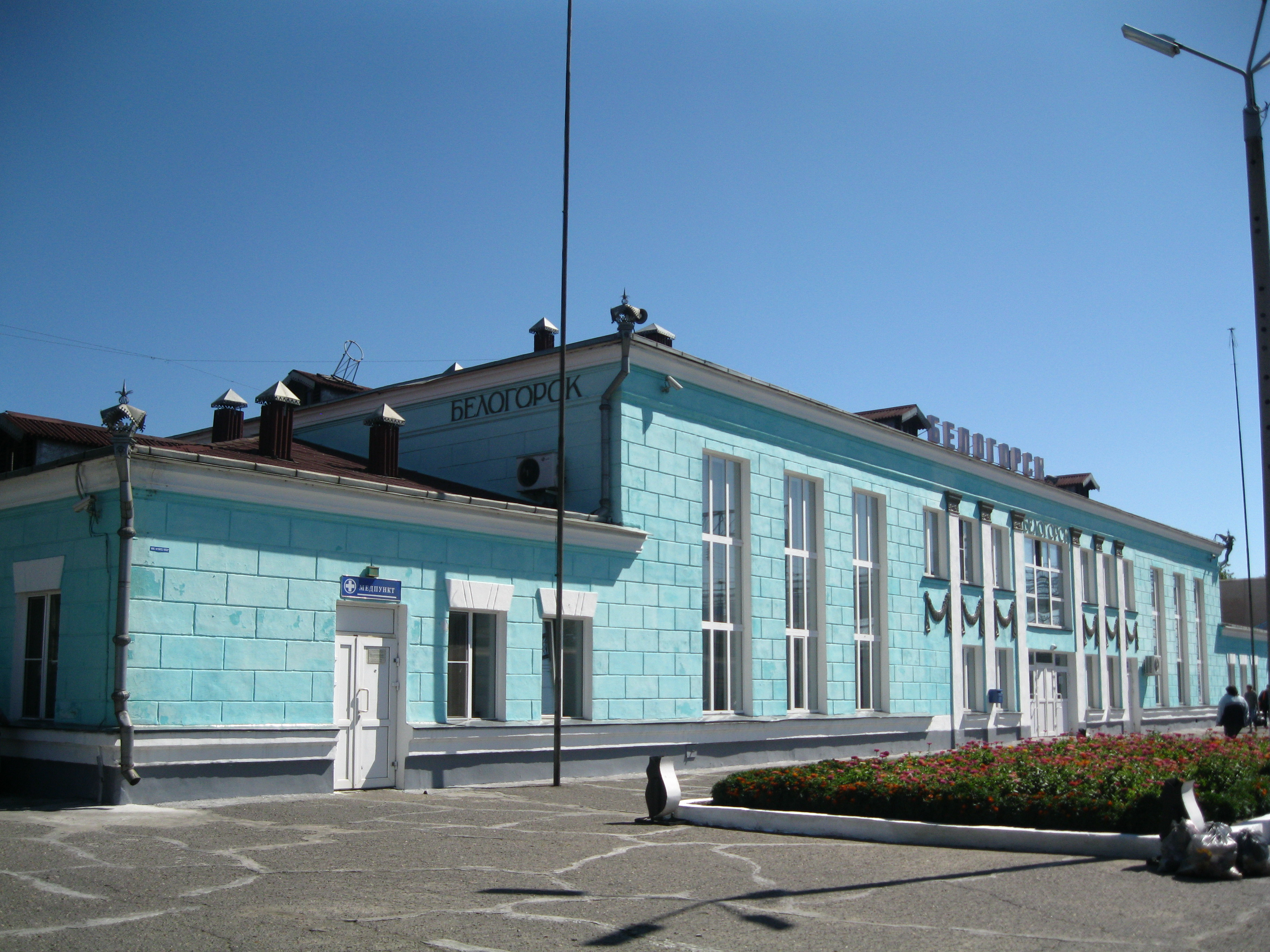
Залізничний вокзал у Бєлогорську

Бєлогорськ, Білогірськ (рос. Белогорск; у 1926—1935 — Олександрівськ; у 1935—1957 — Куйбишевка-Восточна) — місто (з 1926) в Амурській області, Російська Федерація. Транспортний вузол на Транссибірській магістралі, від Бєлогорська відгалужується залізниця на Благовєщенськ, адміністративний центр Амурської області.
Центр Міського округу Бєлогорськ, якому також підпорядковане село Низинне.
Належить до поселень Зеленого Клину.

## Історія
До 1926 року це було поселення при залізничній станції Бочкарьово на Транссибірській магістралі.
У 1917—1922 в місті діяла українська громада. На початку 20 століття це був центр сільськогосподарської округи на Зейсько-Буреїнській рівнині, що була щільно заселена українцями.
У 1931—1932 — центр Олександрівського українського національного району.

## Населення
| Рік  | Населення |
| ---- | --------- |
| 1939 | 34,0      |
| 1959 | 48,8      |
| 1970 | 56,9      |
| 1989 | 73,4      |
| 2002 | 67,4      |
| 2009 | 67,7      |

Згідно з переписом 1926 року, у Білогірську (тоді — Олександрівську) мешкало 7872 особи. В тому числі 714 українців (9 %), 6407 росіян (81,6 %) та 731 інших.

## Відомі люди
- Олександр Клименюк (* 1944) — український філософ і дослідник.
- Валерій Прийомихов (1943—2000) — радянський російський кіноактор, режисер, сценарист.